# 中井加明三
中井 加明三（なかい かめぞう、1950年7月30日 - ）は、日本の実業家。野村不動産ホールディングス代表取締役社長や、同社代表取締役会長、野村不動産代表取締役社長、同社代表取締役会長、首都圏不動産公正取引協議会会長などを務めた。

## 人物・経歴
兵庫県出身。大阪府立北野高等学校を経て、1974年関西学院大学商学部卒業後、野村證券入社。1995年取締役に昇格。1999年常務取締役。2003年野村アセットマネジメント専務執行役。2009年野村土地建物代表取締役社長。
2011年から野村不動産ホールディングス代表取締役社長を務め、2012年野村不動産代表取締役社長や野村土地建物代表取締役社長、埼玉開発代表取締役社長兼務し、純利益などで東急不動産ホールディングスを上回る不動産業界4位を実現し、財務の改善なども進めた。2015年代表取締役会長。
2016年首都圏不動産公正取引協議会会長。2017年野村不動産ホールディングス常任顧問、だいこう証券ビジネス取締役指名報酬諮問委員会委員長。2018年エグゼクティブ・パートナーズ理事、ビックカメラ取締役。2019年阪和興業取締役。2021年太平エンジニアリング取締役、不動産協会顧問。